# Джанашиа, Симон Николаевич
Симон Николаевич Джана́шиа (Джанашия; груз. სიმონ ნიკოლოზის ძე ჯანაშია, 13 (26) июля 1900, с. Макванети Озургетского уезда Кутаисской губернии — 15 ноября 1947, Тбилиси) — грузинский советский историк и общественный деятель, один из учредителей и действительный член Академии наук Грузинской ССР, доктор исторических наук, профессор.

## Биография
Родился 13 (26 июля) (по другим источникам — 5 (18 ноября)) 1900 года, в селе Макванети (Гурия). Его отцом был известный грузинский педагог, этнограф, общественный деятель и благотворитель Николоз Джанашия (1872—1918).
Юные годы провёл в основном в Абхазии, где отец работал учителем. Окончил Сухумское реальное училище.
В 1922 году окончил Тбилисский государственный университет (первый выпуск). В 1924—1947 он был преподавателем (1924—1930), помощником профессора (1930—1935) и профессором (1935—1947) этого университета.
С 1936 по 1937 год возглавлял Кабинет истории Грузии в университете. В 1936-1941 годах являлся директором Института языка, истории и материальной культуры Грузинского филиала АН СССР (позднее разделён на Институт истории и Институт языкознания). В 1941-1947 годах являлся директором Института истории.
В 1941 году при основании Академии наук Грузинской ССР был избран её действительным членом. В 1941—1947 состоял вице-президентом Академии. В 1943 Джанашиа избран академиком АН СССР.
В 1940-х годах был одним из организаторов археологических раскопок в Мцхете и Армази (Восточная Грузия).
Умер в 1947 году в Тбилиси, похоронен в пантеоне Мтацминда.
В СССР имя академика Джанашиа было присвоено Государственному музею Грузии.
Дочь — убыховед (убыхи — народ, родственный по культуре и быту адыгам (черкесам) и абхазам) Русудан Джанашия.

## Деятельность
Основными направлениями научных интересов Симона Джанашиа являлись:
- этногенез грузинского народа и других пиренейско-кавказских народов,
- генезис феодализма в Грузии и на Кавказе,
- история древней Грузии,
- археология древней Грузии,
- история царств Иберии и Колхети (Колхида),
- история христианства в Грузии,
- источники по истории Грузии и Кавказа.
- грузинский, сванский, абхазский, адыгейский и другие языки.

Является автором более 100 научно-исследовательских работ (среди них около 10 монографий). В 1949—1968 годах в Тбилиси было опубликовано собрание его трудов.

## Галерея

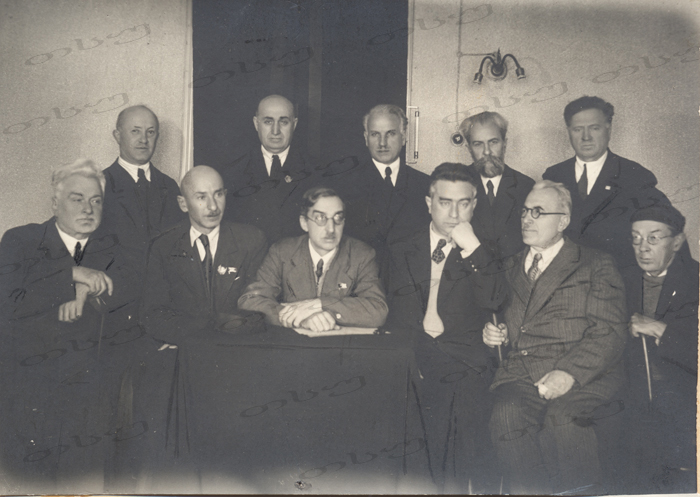
Первый президиум Академии наук Грузинской ССР: слева направо: Корнелий Кекелидзе, Николай Кецховели, Николай Мусхелишвили (председатель), Симон Джанашиа, Георгий Ахвледиани, Филипп Зайцев; Стоят: Александр Джанелидзе, Тарас Кварацхелия, Арнольд Чикобава, Георгий Чубинашвили, Акакий Шанидзе. 1941
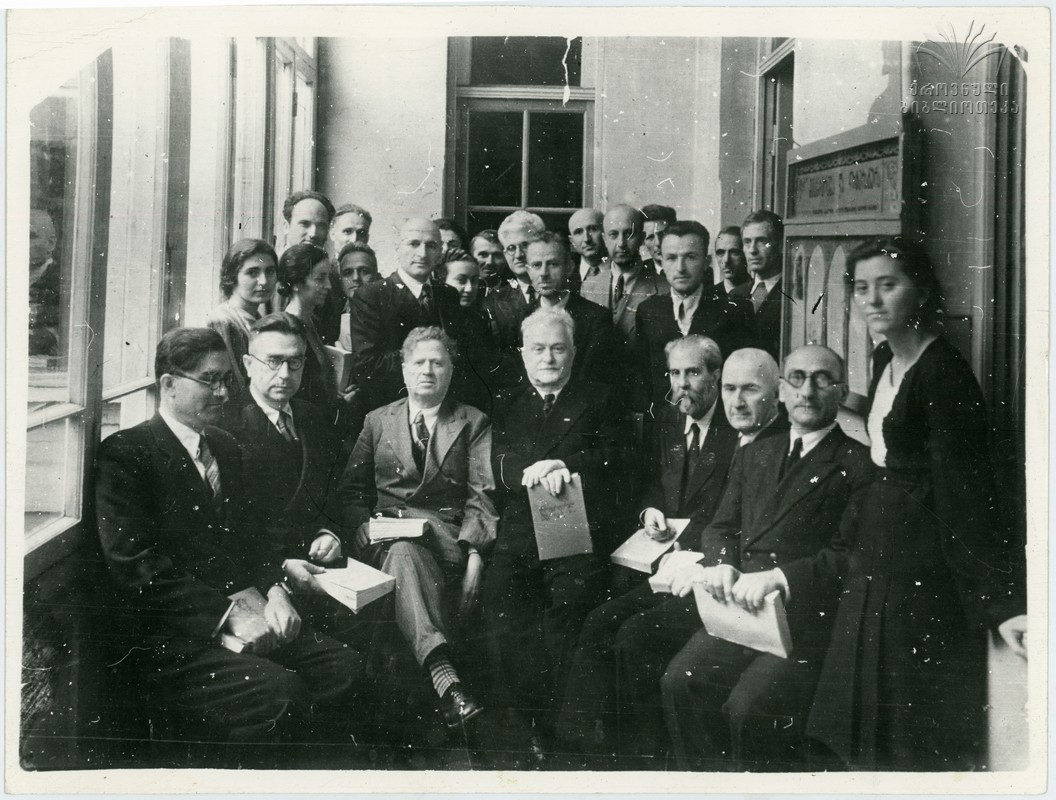
В здании Академии наук после конференции. 1945. Первый ряд, слева-направо: Александр Барамидзе, С. Джанашия, Акакий Шанидзе, Корнелий Кекелидзе, Гр. Чубинашвили, Дмитрий Узнадзе, Л. Мелкисетбеги.
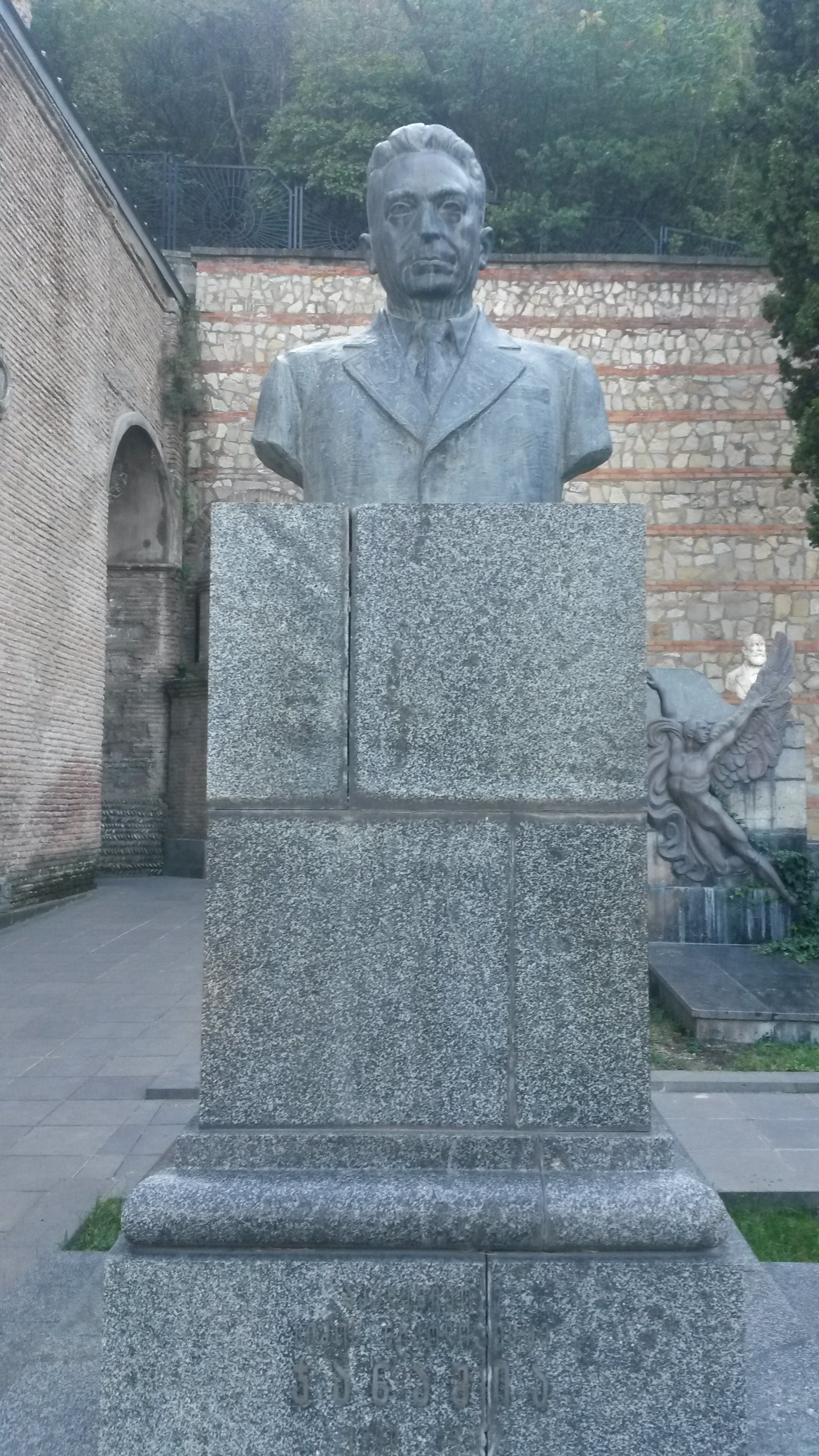
Могила С. Джанашия в Пантеоне Мтацминда

## Награды и премии
- Сталинская премия второй степени (1947) — за научную работу «История Грузии с древнейших времён до начала XIX века» (1946)
- орден Трудового Красного Знамени (10 июня 1945)
- орден Ленина (5 ноября 1944) — за выдающиеся заслуги в деле подготовки специалистов для народного хозяйства и культурного строительства
- Сталинская премия первой степени (22 марта 1943) — за многолетние выдающиеся работы в области науки и техники
- орден Ленина
- Медали